# Mörttjärnen (Anundsjö socken, Ångermanland, 703549-161839)
Mörttjärnen är en sjö i Örnsköldsviks kommun i Ångermanland och ingår i Moälvens huvudavrinningsområde.